# Vrana
Vrana (znanstveno ime Corvus) je rod ptic pevk iz družine vranov, v katero združujemo 50 danes živečih vrst, razširjenih po večini sveta. S tem so najštevilčnejši rod vranov. Različni predstavniki imajo v slovenščini ljudsko poimenovanje »vrana« (siva vrana, poljska vrana idr.), »kavka« (planinska kavka) ali »krokar« (krokar, kratkorepi krokar). (Navadno) kavko zdaj uvrščamo v soroden rod Coloeus.
V splošnem so vrane razmeroma veliki, čokati ptiči temne operjenosti z močnim kljunom.

## Seznam vrst
- Corvus splendens (domača vrana)
- Corvus moneduloides
- Corvus typicus
- Corvus unicolor
- Corvus samarensis
- Corvus enca
- Corvus celebensis
- Corvus pusillus
- Corvus violaceus
- Corvus florensis
- Corvus kubaryi
- Corvus validus
- Corvus woodfordi
- Corvus meeki
- Corvus fuscicapillus
- Corvus tristis
- Corvus capensis
- Corvus frugilegus (poljska vrana)
- Corvus brachyrhynchos
- Corvus imparatus
- Corvus sinaloae
- Corvus ossifragus
- Corvus palmarum
- Corvus minutus
- Corvus jamaicensis
- Corvus nasicus
- Corvus leucognaphalus
- Corvus hawaiiensis
- Corvus corone (črna vrana)
- Corvus cornix (siva vrana)
- Corvus torquatus
- Corvus macrorhynchos
- Corvus levaillantii
- Corvus culminatus
- Corvus philippinus
- Corvus orru
- Corvus insularis
- Corvus bennetti
- Corvus tasmanicus
- Corvus mellori
- Corvus coronoides
- Corvus albus (beloprsa vrana)
- Corvus ruficollis (puščavski krokar)
- Corvus edithae
- Corvus corax (krokar)
- Corvus cryptoleucus
- Corvus rhipidurus (kratkorepi krokar)
- Corvus albicollis
- Corvus crassirostris